# Ixeris
 Ixeris  (Cass.) Cass., 1822 è un genere di piante angiosperme dicotiledoni della famiglia delle Asteraceae.

## Etimologia
Il nome scientifico del genere è stato definito per la prima volta dal botanico Alexandre Henri Gabriel de Cassini (1781-1832) nella pubblicazione " Dictionnaire des Sciences Naturelles, dans lequel on traite méthodiquement des différens êtres de la nature, considérés soit en eux-mêmes, d'aprés l'état actuel de nos connoissances, soit relativement à l'utilité quén peuvent retirer la médecine, l'agriculture, le commerce et les arts. Strasbourg. Edition 2" ( Dict. Sci. Nat., ed. 2. [F. Cuvier] 25: 62) del 1822.

## Descrizione

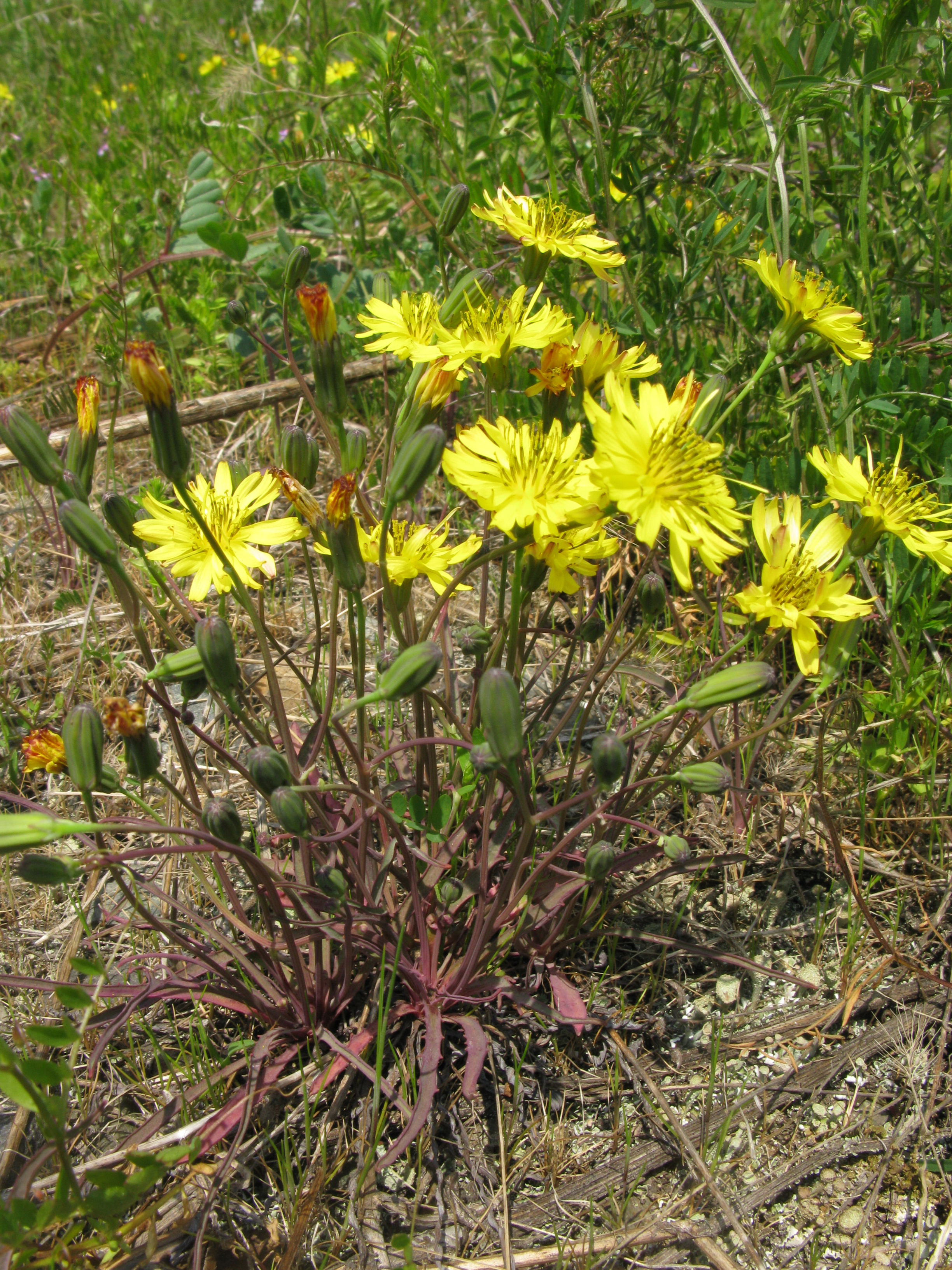
Il portamento
Ixeris tamagawaensis

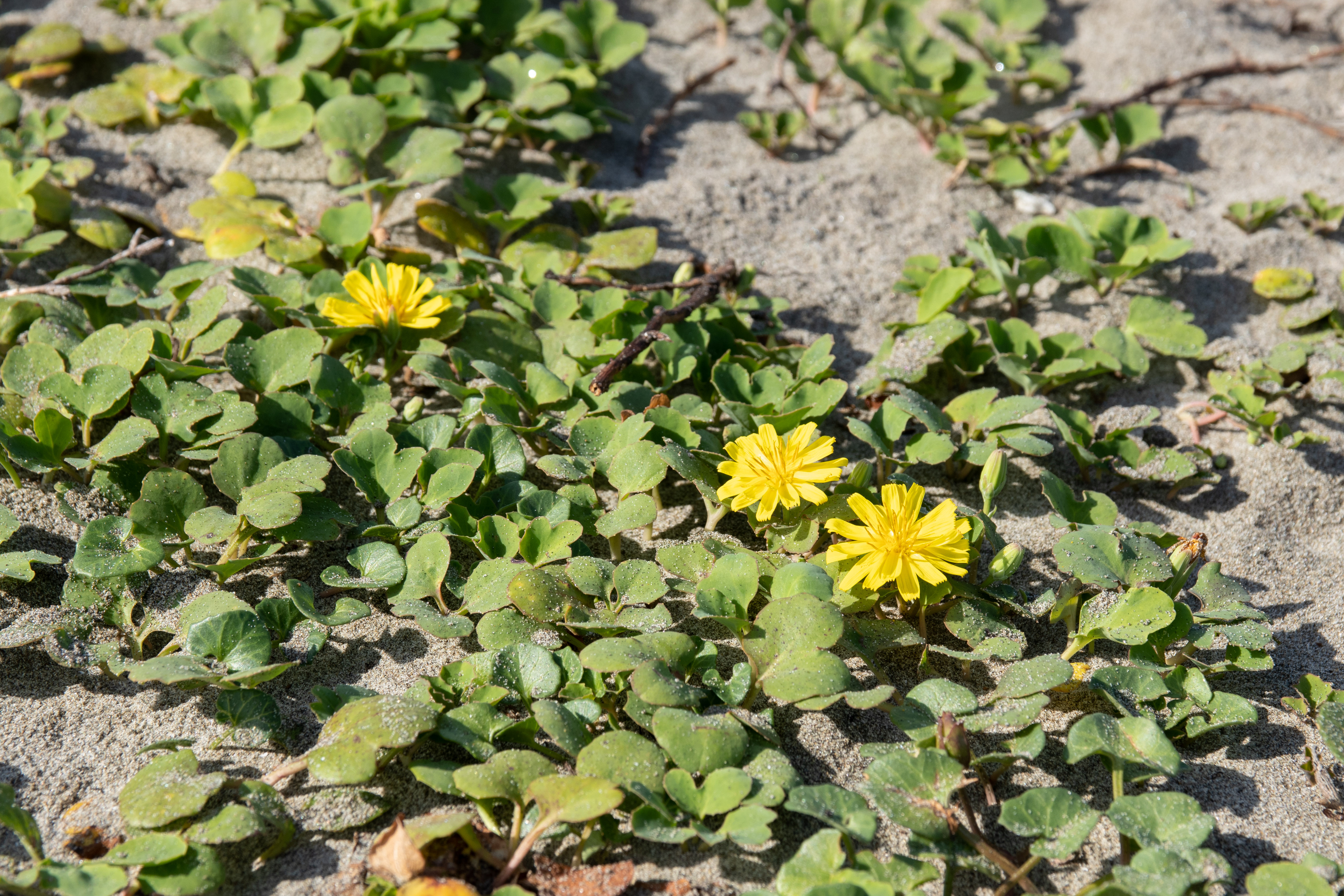
Le foglie
Ixeris repens

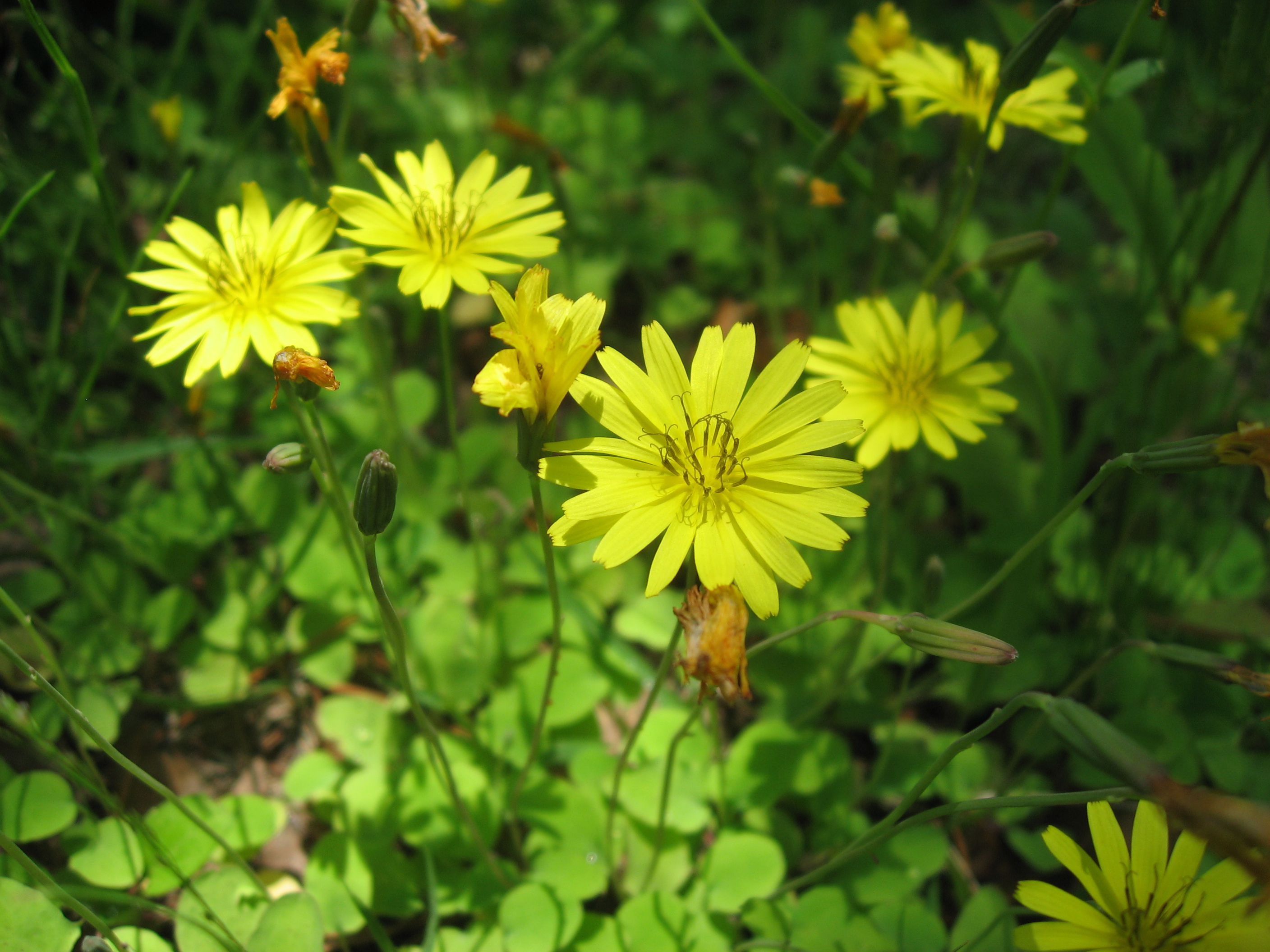
Infiorescenza
Ixeris stolonifera

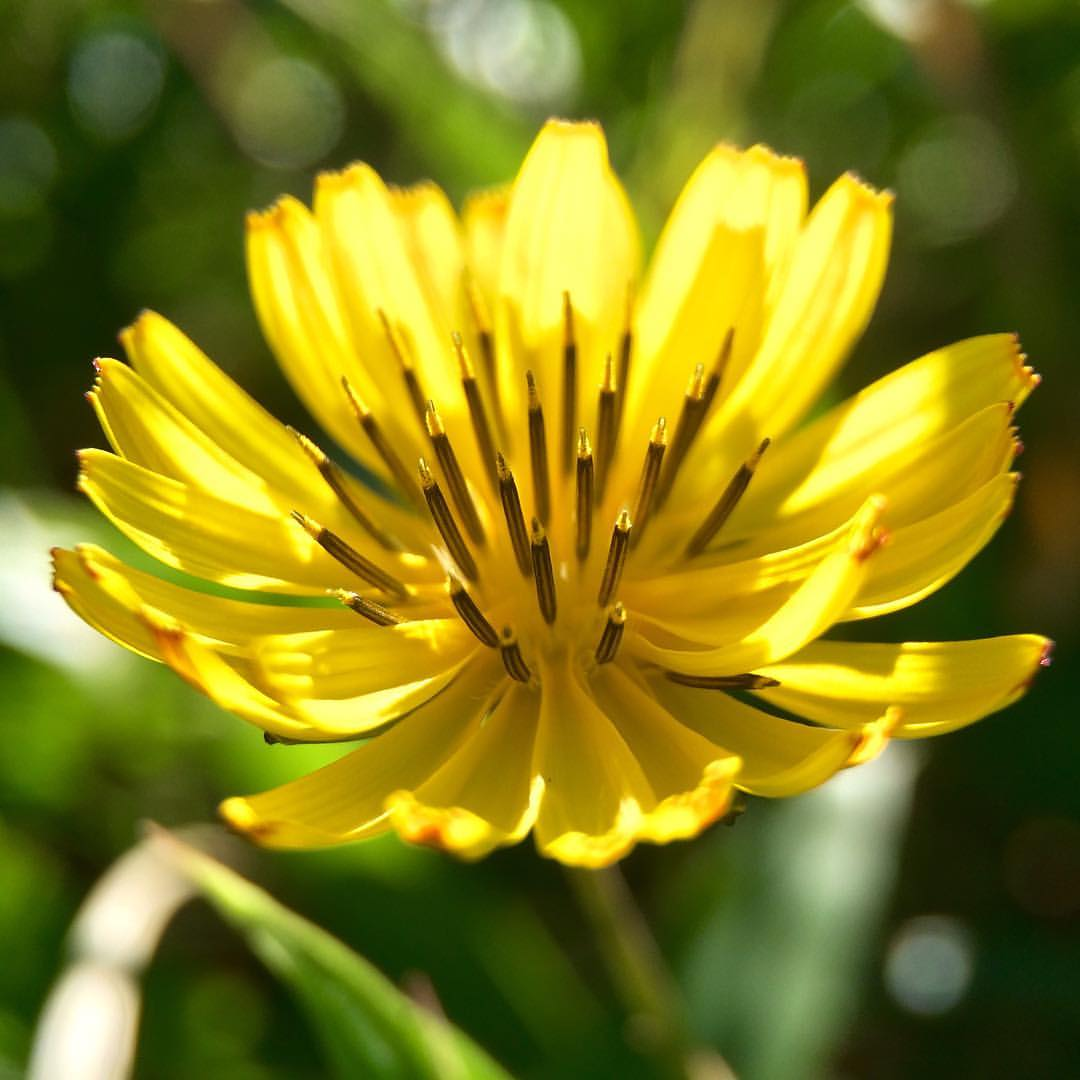
I fiori
Ixeris japonica

Habitus. Le specie di questo gruppo sono piante annuali, bienni e perenni non molto alte con abbondante latice amaro. Occasionalmente possono avere un habitus di tipo rizomatoso o stolonifero. Sono presenti portamenti rosulati.
Fusto. Gli scapi fiorali sono eretti o lungamente striscianti (con rami fertili eretti); possono originare direttamente dal rizoma. Le radici in genere sono di tipo fittonante.
Foglie. Le foglie formano delle rosette radicali con lamine intere o dentate oppure roncinato-pennatofide. Le foglie lungo il caule sono disposte in modo alterno e spesso sono abbraccianti il caule stesso.
Infiorescenza. L'infiorescenza, generalmente corimbiforme, è composta da uno o più capolini terminali e solitari. I capolini, solamente di tipo ligulifloro, sono formati da un involucro composto da diverse brattee (o squame) all'interno delle quali un ricettacolo fa da base ai fiori ligulati. L'involucro ha una forma da cilindrica a campanulata stretta ed è formato da due serie di brattee glabre e margini scariosi. Solitamente le due serie di brattee non sono uguali: la serie interna (con 8 brattee lineari-lanceolate) è eretta e lunga, mentre quella esterna è breve; raramente le brattee sono connate alla base. Il ricettacolo è piano e nudo (senza pagliette a protezione della base dei fiori).
Fiori. I fiori (da 14 a 51 per capolino), tutti ligulati, sono tetra-ciclici (ossia sono presenti 4 verticilli: calice – corolla – androceo – gineceo) e pentameri (ogni verticillo ha in genere 5 elementi). I fiori sono ermafroditi, fertili e zigomorfi.
- Formula fiorale:

*/x K {\displaystyle \infty }, [C (5), A (5)], G 2 (infero), achenio
- Calice: i sepali del calice sono ridotti ad una coroncina di squame.
- Corolla: le corolle sono formate da una ligula terminante con 5 denti; il colore in genere è giallo, bianco o porpora; la superficie può essere sia pubescente che glabra.
- Androceo: gli stami sono 5 con filamenti liberi e distinti, mentre le antere sono saldate in un manicotto (o tubo) circondante lo stilo.[11] Le antere alla base sono prive di codette. Il polline è tricolporato.[12]
- Gineceo: lo stilo è filiforme. Gli stigmi dello stilo sono due divergenti e ricurvi con la superficie stigmatica posizionata internamente (vicino alla base).[13] L'ovario è infero uniloculare formato da 2 carpelli.

Frutti. I frutti sono degli acheni con pappo. Gli acheni, colorati di marrone e con 10 coste/ali (5 principali alternate a 5 minori secondarie) e becco filiforme, sono glabri ed hanno delle forme da rotonde a fusiformi; sono inoltre leggermente (o nulla) compressi. Il pappo è setoloso (setole scabre/barbate), bianco e persistente. Lunghezza degli acheni: 5 mm.

## Biologia
- Impollinazione: l'impollinazione avviene tramite insetti (impollinazione entomogama tramite farfalle diurne e notturne).
- Riproduzione: la fecondazione avviene fondamentalmente tramite l'impollinazione dei fiori (vedi sopra).
- Dispersione: i semi (gli acheni) cadendo a terra sono successivamente dispersi soprattutto da insetti tipo formiche (disseminazione mirmecoria). In questo tipo di piante avviene anche un altro tipo di dispersione: zoocoria. Infatti gli uncini delle brattee dell'involucro si agganciano ai peli degli animali di passaggio disperdendo così anche su lunghe distanze i semi della pianta.

## Distribuzione e habitat
La distribuzione di queste specie è relativa all'Asia orientale (dalla Nuova Guinea alla Kamchatka).

## Tassonomia
La famiglia di appartenenza di questa voce (Asteraceae o Compositae, nomen conservandum) probabilmente originaria del Sud America, è la più numerosa del mondo vegetale, comprende oltre 23.000 specie distribuite su 1.535 generi, oppure 22.750 specie e 1.530 generi secondo altre fonti (una delle checklist più aggiornata elenca fino a 1.679 generi). La famiglia attualmente (2021) è divisa in 16 sottofamiglie.

### Filogenesi
Il genere di questa voce appartiene alla sottotribù Crepidinae della tribù Cichorieae (unica tribù della sottofamiglia Cichorioideae). In base ai dati filogenetici la sottofamiglia Cichorioideae è il terz'ultimo gruppo che si è separato dal nucleo delle Asteraceae (gli ultimi due sono Corymbioideae e Asteroideae). La sottotribù Crepidinae fa parte del "quarto" clade della tribù; in questo clade è in posizione "centrale" vicina alle sottotribù Chondrillinae e Hypochaeridinae.
I caratteri più distintivi per questa sottotribù (e quindi per i suoi generi) sono:
- in queste piante non sono presenti i peli piccoli, morbidi e ramificati;
- le brattee involucrali sono disposte in due serie ineguali;
- i capolini contengono molti fiori;
- le setole del pappo non sono fragili;
- gli acheni alla base sono poco compressi.

La sottotribù è divisa in due gruppi principali, uno a predominanza asiatica e l'altro di origine mediterranea/euroasiatica. Da un punto di vista filogenetico, all'interno della sottotribù sono stati individuati 5 subcladi. Il genere di questa voce appartiene al subclade denominato "Ixeris-Ixeridium-Taraxacum clade". Questo subclade, nell'ambito della sottotribù, occupa una posizione vicina al "core" della sottotribù ed è inserito in una politomia formata dai subcladi Garhadiolus-Heteracia e Dubyaea-Nabalus-Soroseris-Syncalathium.
Nel clade Ixeris-Ixeridium-Taraxacum i primi due generi (Ixeris e Ixeridium) formano un "gruppo fratello", mentre il grande genere Taraxacum è in posizione "basale". In posizione intermedia, questo clade include anche il genere Askellia. I dati relativi a questo genere sono ancora incerti; in altre analisi, invece, Askellia appare come "fratello" di una sezione di "Crepis". La circoscrizione di Ixerisin è convalidata da indagini carpologiche (branca della morfologia vegetale che si occupa della struttura del frutto e dei semi) e citologiche e confermata anche dalle analisi filogenetiche molecolari della sottotribù Crepidinae. [La precedente configurazione filogenetica è basata sull'analisi di alcune particolari regioni (nrITS) del DNA; analisi su altre regioni (DNA del plastidio) possono dare dei risultati lievemente diversi.]
I caratteri distintivi per le specie del genere di questa voce sono:
- gli acheni hanno 10 strette ali;
- il becco degli acheni è filiforme;
- la superficie degli acheni è liscia.

Il numero cromosomico della specie è: 2n = 12, 14, 16 e 18 (le specie sono diploidi, triploidi, tetraploidi, esaploidi, eptaploidi e octaploidi). Il numero di base è n = 8.

### Elenco delle specie
Questo genere ha 18 specie:
- Ixeris chinensis (Thunb.) Nakai
- Ixeris integra  (Merr.) Stebbins
- Ixeris japonica  (Burm.f.) Nakai
- Ixeris longirostra  Nakai
- Ixeris musashensis  Makino & Hisauti
- Ixeris × nakazonei  (Kitam.) Kitam.
- Ixeris nikoensis  Nakai
- Ixeris papuana  (S.Moore) Stebbins
- Ixeris podlechii  Rech.f.
- Ixeris polycephala  Cass.
- Ixeris prolixa  (S.Moore) Stebbins
- Ixeris repens  A.Gray
- Ixeris retrorsidens  (Merr.) Stebbins
- Ixeris riparia  (Kerr) Stebbins
- Ixeris × sekimotoi  Kitam.
- Ixeris siamensis  (Kerr) Stebbins
- Ixeris stolonifera  A.Gray
- Ixeris tamagawaensis  (Makino) Kitam.
- Ixeris tapetodes  (Boiss.) Rech.f.
- Ixeris umbellata  (Mattf.) Stebbins

### Sinonimi
Sono elencati alcuni sinonimi per questa entità:
- Chorisis DC.
- Chorisma D.Don